# لورينزو ريميدي
لورينزو ريميدي (بالإيطالية: Lorenzo Remedi)‏ هو لاعب كرة قدم إيطالي في مركز الوسط، ولد في 7 يونيو 1991 في فياريدجو في إيطاليا. لعب مع سيتا دي بونتيديرا ونادي ليفورنو.

## وصلات خارجية
- لورينزو ريميدي على موقع قاعدة بيانات كرة القدم.إي يو (الإنجليزية)
- لورينزو ريميدي على موقع Soccerway.com (الإنجليزية)
- لورينزو ريميدي على موقع AS.com (الإسبانية)